# Neuchâtel Université Club Volleyball 2010-2011
Questa voce raccoglie le informazioni riguardanti il Neuchâtel Université Club Volleyball nella stagione 2010-2011.

## Organigramma societario
Area direttiva
- Presidente: Jo Gutknecht

Area tecnica
- Primo allenatore: Philipp Schütz

## Rosa
| N° | Nome                | Ruolo | Data di nascita   | Nazionalità sportiva |
| -- | ------------------- | ----- | ----------------- | -------------------- |
| 1  | Bryn Kehoe          | P     | 29 maggio 1986    | Stati Uniti          |
| 2  | Barbara Ryf         | L     | 22 gennaio 1986   | Svizzera             |
| 4  | Sabine Frey         | C     | 23 aprile 1982    | Svizzera             |
| 5  | Charlotte Bättig    | C     | 25 maggio 1988    | Svizzera             |
| 6  | Mélanie Rossier     | S/O   | 1 luglio 1986     | Svizzera             |
| 7  | Anna Protasenia     | S/O   | 5 febbraio 1988   | Svizzera             |
| 8  | Sara Schüpbach      | S/O   | 31 gennaio 1987   | Svizzera             |
| 9  | Valentina Bevilaqua | P     | 9 gennaio 1992    | Svizzera             |
| 10 | Diva Boketsu        | C     | 8 agosto 1987     | Svizzera             |
| 11 | Nadège Paquier      | S     | 10 maggio 1989    | Svizzera             |
| 12 | Tania Huebscher     | C     | 6 settembre 1992  | Svizzera             |
| 13 | Airial Salvo        | S     | 18 aprile 1987    | Stati Uniti          |
| 15 | Laura Girolami      | L     | 20 settembre 1986 | Svizzera             |

## Risultati

### Coppa CEV

#### Fase ad eliminazione diretta
| Sedicesimi di finale (andata) - 8 dicembre 2010 Sporthal Aan De Bron, Weert                  | Weert            | 2 - 3 | Neuchâtel        | 25-19, 18-25, 25-15, 13-25, 12-15    |
| Sedicesimi di finale (ritorno) - 16 dicembre 2010 Halle de Sports de la Riveraine, Neuchâtel | Neuchâtel        | 3 - 0 | Weert            | 25-14, 25-18, 25-19                  |
| Ottavi di finale (andata) - 6 gennaio 2011 Halle de Sports de la Riveraine, Neuchâtel        | Neuchâtel        | 3 - 0 | Kamnik           | 25-22, 25-16, 25-17                  |
| Ottavi di finale (ritorno) - 11 gennaio 2011 Športna dvorana, Kamnik                         | Kamnik           | 3 - 1 | Neuchâtel        | 25-13, 25-14, 11-25, 25-23 GS: 15-17 |
| Quarti di finale (andata) - 3 febbraio 2011 Halle de Sports de la Riveraine, Neuchâtel       | Neuchâtel        | 0 - 3 | Dinamo Krasnodar | 21-25, 15-25, 16-25                  |
| Quarti di finale (ritorno) - 10 febbraio 2011 Olimp Palace of Sport Krasnodar, Krasnodar     | Dinamo Krasnodar | 3 - 0 | Neuchâtel        | 25-10, 25-9, 25-15                   |